# Neoamblyolpium alienum
Neoamblyolpium alienum är en spindeldjursart som beskrevs av Clarence Clayton Hoff 1956. Neoamblyolpium alienum ingår i släktet Neoamblyolpium och familjen Garypinidae. Inga underarter finns listade i Catalogue of Life.